# Phyllodes gynnis
Phyllodes gynnis är en fjärilsart som beskrevs av Louis Beethoven Prout 1928. Phyllodes gynnis ingår i släktet Phyllodes och familjen nattflyn. Inga underarter finns listade i Catalogue of Life.